# 人民黨—爭取民主斯洛伐克運動
人民黨—爭取民主斯洛伐克運動，原名爭取民主斯洛伐克運動（Hnutie za demokratické Slovensko），是斯洛伐克的一个已不存在的右翼民粹主義政黨。一般都將其視為威权且不自由的政黨。
1992年至1998年間，在總理弗拉迪米尔·梅恰尔的領導下，該黨是斯洛伐克的執政黨。該黨施政特色是從根本上侵犯公民的自由與法治，也暫停了後共產主義時期的經濟改革與歐洲一體化路線。
1998年斯洛伐克國民議會選舉後，該黨連續兩屆在野，但依然是最具實力的政黨。在反對派中，該黨的立場從歐洲懷疑主義轉向親歐洲主義，並加入了歐洲民主黨，不過它並不承認歐洲民主黨的自由主义意識形態。2006年斯洛伐克國民議會選舉後，該黨退居至第五大黨，在第一次菲佐內閣之中是最弱的成員政黨。
在2010年斯洛伐克国民议会选举中，該黨首次無法跨過當選門檻；2012年選舉再度重演，且當時得票率不到1%。2014年，該黨正式解散，並指定民主斯洛伐克党為繼承政黨。

## 歷史

### 天鵝絨革命
民主斯洛伐克運動黨是由名為「公眾反對暴力」的斯洛伐克民族主義派別創立，於1991年4月27日的黨大會上脫離了該派別。這個新成立、被稱為「民主斯洛伐克運動」由弗拉迪米爾·梅恰爾領導。梅恰爾在一個月前剛被免去斯洛伐克總理職務，新政黨的成員也是以「公眾反對暴力」的前成員為主。該黨聲稱代表斯洛伐克民族的利益，並要求建立一個更鬆散的捷克斯洛伐克邦聯。1992年5月7日，該黨投票支持宣布獨立，但以73-57失敗。
隨後在當年6月5日和6日舉行的第一次選舉中，該黨以壓倒性優勢贏得74席，只差兩席就達到絕對多數。梅恰爾於6月24日就任總理。雖然人民主張邦聯制，但在同一天的捷克選舉中，主張更緊密聯邦的公民民主黨贏得了大選。由於體認到雙邊立場無法調和，斯洛伐克國民議會以113票對24票通過斯洛伐克獨立宣言，接著梅恰爾結束了關於捷克斯洛伐克解體的正式談判。

### 執政黨時期
該黨在經濟上採取了民粹主義左翼立場，並試圖減緩後蘇聯時代的私有化和自由化。
在1994年末舉行的獨立後的第一次選舉中，該黨保住優勢，贏得58席（與其聯合競選的斯洛伐克農民黨另外贏得了3個席位）。

### 在野與衰落
該黨原先自稱是中間偏左政黨，但後來轉向主流右翼，並在2000年3月更名為「人民黨—民主斯洛伐克運動」，以便成為歐洲人民黨的成員。但是先前反歐主義的印象揮之不去，加上前後矛盾的說法，以及歐洲人民黨的成員中已經有三個來自斯洛伐克的政黨，所以沒有成功。該黨隨後將目光投向了歐洲一體化主義的歐洲民主黨，在2009年加入其中。
在2002年議會選舉中，梅恰爾將不少重要成員從黨提名名單中剔除。由伊万·加什帕罗维奇為首的幾名被剔除成員脫黨，另創名稱類似的爭取民主運動。新政黨贏走了3.3%的選票，大大分食了該黨的票源，讓它只獲得36席。到2006年，進一步的內鬨和分裂再讓其議席削減為21席。

### 重返政府
在2006年議會選舉中，該黨獲得8.8%的普選票，在150席中取得15席。
2006年7月4日，在罗贝尔特·菲佐的政府中，有2名L'S-HZDS出身的部長宣誓就職：
- Štefan Harabin （副總理兼司法部長）
- Miroslav Jureňa （農業部長）

2010年斯洛伐克国民议会选举後，該黨因得票率低於5%的最低當選門檻，失去了國會所有席次。